# Tadorninae
Tadorninae är en underfamilj inom andfamiljen Anatidae. 
Gruppen återfinns övervägande i tropisk områden eller på södra halvklotet och enbart två arter, gravand (Tadorna tadorna) och rostand (Tadorna ferruginea) häckar på norra halvklotet. Tofsgravand (Tadorna cristata), som idag tros vara utdöd, häckade på norra halvklotet.
Merparten av gruppens arter har en distinkt tecknad fjäderdräkt.

## Taxonomi
Studier av mtDNA sekvensanalyser (Sraml et al. 1996, Johnson & Sorenson 1999) indikerar att ett flertal släkten och arter som tidigare klassificerats som avvikande simänder eller  "trädänder" istället kan tillhöra Tadorninae och att andra släkten som tidigare placerats i underfamiljen istället är besläktad med helt andra grupper.
Den tillgängliga datan pekar mot att Tadorninae precis som deras utseende indikerar verkligen är en sorts mellanform mellan gås och simand, men det bör påpekas att molekylär data också indikerar att de inte är den enda utvecklingslinjen att utvecklas mot en mer andlik morfologi.
FAMILJ ANATIDAE

Underfamilj Tadorninae
- Entydigt placerade inom denna grupp:
  - Släkte Pachyanas - Chatham Island; 1 känd förhistorisk art
  - Släkte Tadorna: gravänder från Europa, Afrika, Australasien; 7 arter. Släktet är möjligen parafyletiskt
  - Släkte Salvadorina: Nya Guinea; 1 art. Tidigare placerad i Anatidae och gruppen "trädänder"
    - Papuaand (Salvadorina waigiuensis)

  - Släkte Centrornis - Madagaskar; 1 känd förhistorisk art
  - Släkte Alopochen - Afrika och Maskarenerna; 1 existerande art 2-3 utdöda arter
    - Nilgås (Alopochen aegyptiaca)

  - Släkte Neochen - Sydamerika; 1 art
    - Orinocogås (Neochen jubata)

  - Släkte Chloephaga - Sydamerika; 5 arter
  - Släkte Hymenolaimus - Nya Zeeland; 1 art. Tidigare placerad i gruppen "trädänder"
    - Blåand (Hymenolaimus malacorhynchus)

  - Släkte Merganetta - Anderna, Sydamerika; 1 art. Tidigare placerad i gruppen "trädänder"
    - Forsand (Merganetta armata)

- Regionalt placerad inom denna grupp:
  - Släkte Malacorhynchus - Australien; 1 existerande art, 1 känd förhistorisk art. Möjligen närmre besläktad med Oxyurinae.
    - Zebraand (Malacorhynchus membranaceus)

  - Släkte Sarkidiornis - Sydamerika, Afrika, Indien; 1 art. Tidigare placerad i gruppen "trädänder". Tillhör möjligen Anatinae.
    - Knöland (Sarkidiornis melanotos)

  - Släkte Cyanochen - Etiopien; 1 art. Tillhör möjligen en distinkt underfamilj.
    - Blåvingad gås (Cyanochen cyanoptera)

  - Släkte Tachyeres: ångbåtsänder (Sydamerika; 4 arter) - Tillhör möjligen Anatinae.

- Taxon som kanske tillhör Tadorninae, men för tillfället placerade i andra grupper:
  - Släkte Aix - Östasien och Nordamerika
    - Brudand (Aix sponsa)
    - Mandarinand (Aix galericulata)

  - Släkte Cairina - tropiska Amerika. Släktet är möjligen parafyletiskt
    - Myskand (Cairina moschata)
    - Vitvingad and (Cairina scutulata)

  - Släkte Cereopsis - Australien
    - Hönsgås (Cereopsis novaehollandiae)

  - Släkte Callonetta - Sydamerika
    - Beigekindad and (Callonetta leucophrys)

  - Släkte Chenonetta - Australien och tidigare i Nya Zeeland; 1 existerande art, 1 utdöd
    - Manand (Chenonetta jubata)